# NPO 1
NPO 1 (bis 19. August 2014 Nederland 1) ist ein niederländischer öffentlich-rechtlicher Fernsehsender. NPO 1 ist einer von drei landesweiten öffentlich-rechtlichen Sendern des Nederlandse Publieke Omroep (NPO). Der Fernsehsender hat seinen Sitz in Hilversum.
Der Sender startete am 2. Oktober 1951. Seit dem 4. September 2006 hat der Sender sein derzeitiges Profil als „allgemeines“ Programm. Dabei wurden unter anderem Sendungen von NPO 2 übernommen. Der vormalige Claim „Samen op 1“ („Zusammen auf 1“) spiegelte dieses Profil wider.
Der Sender richtet sich an ein breites Publikum. Gesendet werden Informationssendungen, Sportsendungen und Unterhaltungssendungen (Serien, Shows). Ferner werden aktuelle Ereignisse (Parlamentssitzungen, Koningsdag, und andere) auf NPO 1 ausgestrahlt.
NPO 1 sendete von Anfang an über Antenne im VHF-Bereich und hatte damit eine hohe Reichweite auch in den Nachbarländern Belgien, Deutschland und dem Vereinigten Königreich. Seit der Umschaltung auf das digitale Antennenfernsehen hat sich jedoch die Reichweite verändert. Über Satellit sendet man verschlüsselt. Nach ersten Testsendungen im Jahr 2008 gibt es zudem seit dem 4. Juli 2009 eine HD-Version des Senders.
In Deutschland kann man NPO 1 in Nordrhein-Westfalen im Kabelfernsehnetz von NetCologne sowie NetAachen digital empfangen.

## Logos

Logo 1973 bis 1988
Logo 1988 bis 1991
Logo von 1991 bis 2000
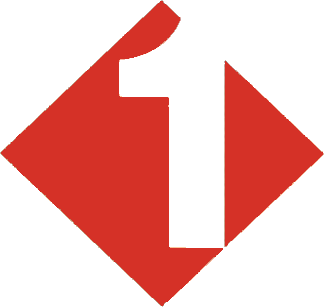
Logo von 2000 bis 2003
Logo von 2003 bis 2014
Logo seit 2014